# Fi2 Pavonis
Fi2 Pavonis (φ2 Pav, förkortat Fi2 Pav, φ2 Pav) som är stjärnans Bayerbeteckning, är en ensam stjärna belägen i den nordöstra delen av stjärnbilden Påfågeln. Den har en skenbar magnitud på 5,10 och är synlig för blotta ögat där ljusföroreningar ej förekommer. Baserat på parallaxmätning inom Hipparcosuppdraget på ca 40,6 mas, beräknas den befinna sig på ett avstånd på ca 80 ljusår (ca 25 parsek) från solen. På det beräknade avståndet minskar dess skenbara magnitud med 0,7 enheter genom en skymningsfaktor på grund av interstellärt stoft. Den är belägen i den tunna skivan av Vintergatan.

## Egenskaper
Fi2 Pavonis är en gul till vit stjärna i huvudserien av spektralklass G0 V Fe-0,8 CH 0,5, vilket anger att ytans överskott av järn och dicyan är under den normala för denna klass av stjärnor. Den har en massa som är omkring 10 procent större än solens massa, en radie som är ca 1,9 gånger större än solens och utsänder från dess fotosfär ca 3,4 gånger mera energi än solen vid en effektiv temperatur på ca 6 100 K.
Fi2 Pavonis var 1991 ett testfall för Zeta Herculis rörelsegrupp av lågmetallicitetsstjärnor med 5 miljarder års ålder. Denna grupp omfattar förutom Zeta Herculis: δ Trianguli, ζ Reticuli, 1 Hydrae, Gl 456, Gl 678 och Gl 9079.
År 1998 meddelades att det, med hjälp av Very Large Telescope i Chile, kunnat observeras en planet i omlopp runt stjärnan.  Teamet tog dock tillbaka detta 2002, men fann en annan periodicitet på 7 dygn, möjligen orsakad av stjärnans rotation.